# Benjamin Britten Academy
La Benjamin Britten Academy (precedentemente The Benjamin Britten School) è una scuola secondaria mista situata nella periferia settentrionale di Lowestoft, Suffolk, Inghilterra. Si rivolge a studenti di età compresa tra gli 11 e i 18 anni. È anche sede del Suffolk Centre of Excellence in Mathematics.

## Storia
La scuola prende il nome dal compositore Benjamin Britten, nato a Lowestoft e fu progettata mentre si approssimava la sua morte nel 1974. Il suo design modernista riflette lo stile delle sue composizioni e rimane distintivo nella sua disposizione e nello schema di colori bianco e nero previsto. La scuola fu completata nel 1979.
Nel settembre 2011 la scuola è diventata una scuola dagli 11 ai 16 anni nell'ambito della riorganizzazione delle scuole di Lowestoft da parte del Consiglio della contea di Suffolk. Gli alunni degli anni 7 e 8 si sono uniti alla scuola dopo la chiusura di otto scuole medie a Lowestoft. L'apertura del Lowestoft Sixth Form College ha anche significato che la scuola ha perso il suo ruolo nel 6° consorzio Lowestoft, che aveva operato come sesta forma condivisa tra le scuole superiori della città.
Era in precedenza una scuola dell'autorità locale amministrata dal Consiglio della contea di Suffolk e nel maggio 2016 la Benjamin Britten High School fu convertita allo status di accademia. Le fu concesso lo status di Sesta Forma 11-18, come parte della famiglia delle scuole Hartismere. La scuola continua a coordinarsi con il Consiglio della contea di Suffolk per le ammissioni.
L'accademia ha ricevuto una valutazione di "buono" da Ofsted nel 2019.

## Centro di eccellenza in matematica del Suffolk
Peter Aldous, deputato del distretto Waveney, ha aperto il Center for Excellence in Mathematics (Centro di eccellenza in matematica) della scuola il 5 luglio 2016. Il centro occupa una propria struttura specializzata, l'edificio Foxborough ed è destinato a rimediare alla carenza percepita di insegnanti di matematica specializzati nella zona di Waveney Valley. Si distingue per avere una biblioteca di matematica e cinque suite di calcolo matematico specialistico.

## Accademia di musica
Con il patrocinio della Britten-Pears Foundation la scuola opera come un'accademia musicale offrendo borse di studio a chi ha una particolare attitudine e amore per la musica e le arti dello spettacolo. Come parte di questa organizzazione, sono stati aggiunti un nuovo studio di danza, una green room, una sala comune con cucine, uno studio di registrazione e altre sale per la pratica musicale insieme a un teatro ristrutturato. Il Britten Theatre costituisce il pezzo centrale del lavoro dell'accademia di musica nelle arti dello spettacolo.

## Famiglia di scuole Hartismere
La Hartismere School ha ottenuto lo status di sponsor di accademia il 1º settembre 2010, la prima in Inghilterra a ricevere questo status. Nel 2016 è stato costituito il trust multi accademia. Questo divenne noto come la famiglia delle scuole Hartismere. Il 1º maggio 2016 l'Accademia Musicale Benjamin Britten e il Centro di eccellenza in matematica sono entrati a far parte della Famiglia Hartismere.